# Al Foster
Al(oysius) Tyrone Foster (Richmond (Virginia), 18 januari 1943 – New York, 28 mei 2025) was een Amerikaanse jazzdrummer.

## Biografie
Foster groeide op in New York, waar hij als autodidact het drumspel leerde. Hij werkte al op 16-jarige leeftijd met Hugh Masekela, later met Ted Curson en Illinois Jacquet. Hij nam (met voluit geschreven naam Aloysius Foster) met Blue Mitchell het album The Thing to Do op bij Blue Note Records en trad rond 1966 op met Lou Donaldson en Kai Winding.
In 1972 hoorde Miles Davis hem tijdens een optreden in de Cellar Club in Manhattan en haalde hij hem bij zijn band. De samenwerking duurde tot 1985. Foster werkte tijdens deze periode mee aan tien albums van de Miles Davis Band, waaronder in 1974/1975 bij de livealbums Dark Magus en Pangaea.
Daarna behoorde hij tot de bands van Herbie Hancock, Sonny Rollins en Joe Henderson en werkte hij met muzikanten als Joe Henderson, Freddie Hubbard, McCoy Tyner, Wayne Shorter, Bobby Hutcherson, John Scofield, Pat Metheny, Charlie Haden, Randy en Michael Brecker, Bill Evans, George Benson, Kenny Drew sr., Carmen McRae, Stan Getz, Toots Thielemans, Dexter Gordon, Chick Corea, Thelonious Monk, Dave Holland, Tibor Elekes, Branford Marsalis, Sting, John McLaughlin en Michel Petrucciani. In zijn jonge jaren was hij vaak de partner van Sonny Rollins en McCoy Tyner en leidde hij een eigen kwartet.
Foster overleed op 82-jarige leeftijd.
- Biblioteca Nacional de España: XX4711029
- Bibliothèque nationale de France: cb13938441c (data)
- Gemeinsame Normdatei: 134375971
- International Standard Name Identifier: 0000 0001 2142 7036
- Library of Congress Control Number: n79106984
- MusicBrainz: 086dd6b2-0d17-4421-885b-14e4f1816390
- Nationale Bibliotheek van Israël: 987007337470605171
- SNAC: w6389qb3
- Système universitaire de documentation: 082304688
- Virtual International Authority File: 88077086
- WorldCat: E39PBJwhxVGHJWr7rTY9wpGrbd